# پشتیر (میرزا کوچک جنگلی)
پشتیر یک روستا در ایران است که در بخش میرزا کوچک جنگلی در شهرستان صومعه‌سرای استان گیلان واقع شده‌است.

## جمعیت
این روستا در دهستان گوراب زرمیخ قرار دارد و براساس سرشماری مرکز آمار ایران در سال ۱۳۸۵، جمعیت آن ۲٬۱۹۰ نفر (۵۶۸ خانوار) بوده‌است.